# Hesperozygis
Hesperozygis és un gènere d'angiospermes que pertany a la família de les lamiàcies.

## Taxonomia
| - Hesperozygis bella - Hesperozygis ciliolata - Hesperozygis dimidiata - Hesperozygis kleinii - Hesperozygis marifolia - Hesperozygis myrtoides | - Hesperozygis nitida - Hesperozygis pusilla - Hesperozygis rhododon - Hesperozygis ringens - Hesperozygis ringes - Hesperozygis spathulata |